# Јевгениј Митков
Јевгениј Викторович Митков (рус. Евгений Викторович Митьков;  Шељехов, 23. март 1972) бивши је совјетски и руски одбојкаш.

## Каријера
Године 2000. наступио je на Олимпијским играма, Русија је успела да дође до финала Игара у Сиднеју, изгубивши од репрезентације СР Југославије. Са репрезентацијом је освојио и сребро на Светском првенству 2002. године у Буенос Ајресу.
На Европским првенствима је дошао до четири медаље (сребро 1999, бронза 1993, 2001. и 2003. године).
Након завршетка играчке каријере, постао је одбојкашки тренер, водио је неколико клубова у Русији.

## Успеси
Русија
- медаље
- сребро: Олимпијске игре Сиднеј 2000.